# Moraches
Moraches település Franciaországban, Nièvre megyében. Lakosainak száma 130 fő (2022. január 1.). Moraches Asnan, Brinon-sur-Beuvron, Germenay, Grenois, Héry és Beaulieu községekkel határos.

## Népesség
A település népességének változása:
| Lakosok száma | 124  | 134  | 144  | 142  | 144  | 145  | 140  | 135  | 130  |
|               | 2013 | 2015 | 2016 | 2017 | 2018 | 2019 | 2020 | 2021 | 2022 |